# رويحة (شبام)

'

تعديل مصدري - تعديل

رويحة هي إحدى قرى عزلة شبام بمديرية شبام التابعة لمحافظة حضرموت، بلغ تعداد سكانها 83 نسمة حسب تعداد اليمن لعام 2004.